# Ximena Navarrete
Ximena Navarrete (narozena jako Jimena Navarrete Rosete 22. února 1988 v Guadalajaře) je mexická modelka a herečka, držitelka titulu Miss Universe za rok 2010.
Její otec je dentista a matka žena v domácnosti, má mladší sestru. Byla publikována její genetická analýza, podle níž patří k haploskupině J (mtDNA) a její předkové pocházejí z oblasti okolo Biskajského zálivu. Studovala obor výživy na Universidad del Valle de Atemajac. V roce 2009 byla zvolena královnou krásy státu Jalisco a ve stejném roce vyhrála celostátní soutěž Nuestra Belleza México. V Las Vegas vyhrála 23. srpna 2010 celosvětovou soutěž Miss Universe jako druhá Mexičanka v historii. Vystupovala na Expo 2010 v Šanghaji, účastnila se humanitárních projektů, působila jako mluvčí kosmetické značky L'Oréal. Od roku 2013 hraje hlavní ženskou roli v mexické telenovele La Tempestad. Za svůj výkon obdržela cenu čtenářů časopisu People en Español pro nejtalentovanější seriálovou herečku.